# Ібстальські Альпи
Ібстальські Альпи (нім. Ybbstaler Alpen) — гірське пасмо в Північних Вапнякових Альпах. Знаходиться в Австрії в федеральних землях Верхня Австрія, Нижня Австрія та Штирія. Найвища вершина Гохштадл (1919 м).
На сході гряда межує з Тюрніцкими Альпами, на південному сході з Мюрцштегерскими Альпами, на півдні з Групою Гохшваб, на південному заході з Аніцийскими Альпами і на заході з Верхньоавстрійськими Альпами.